# کج‌بیل

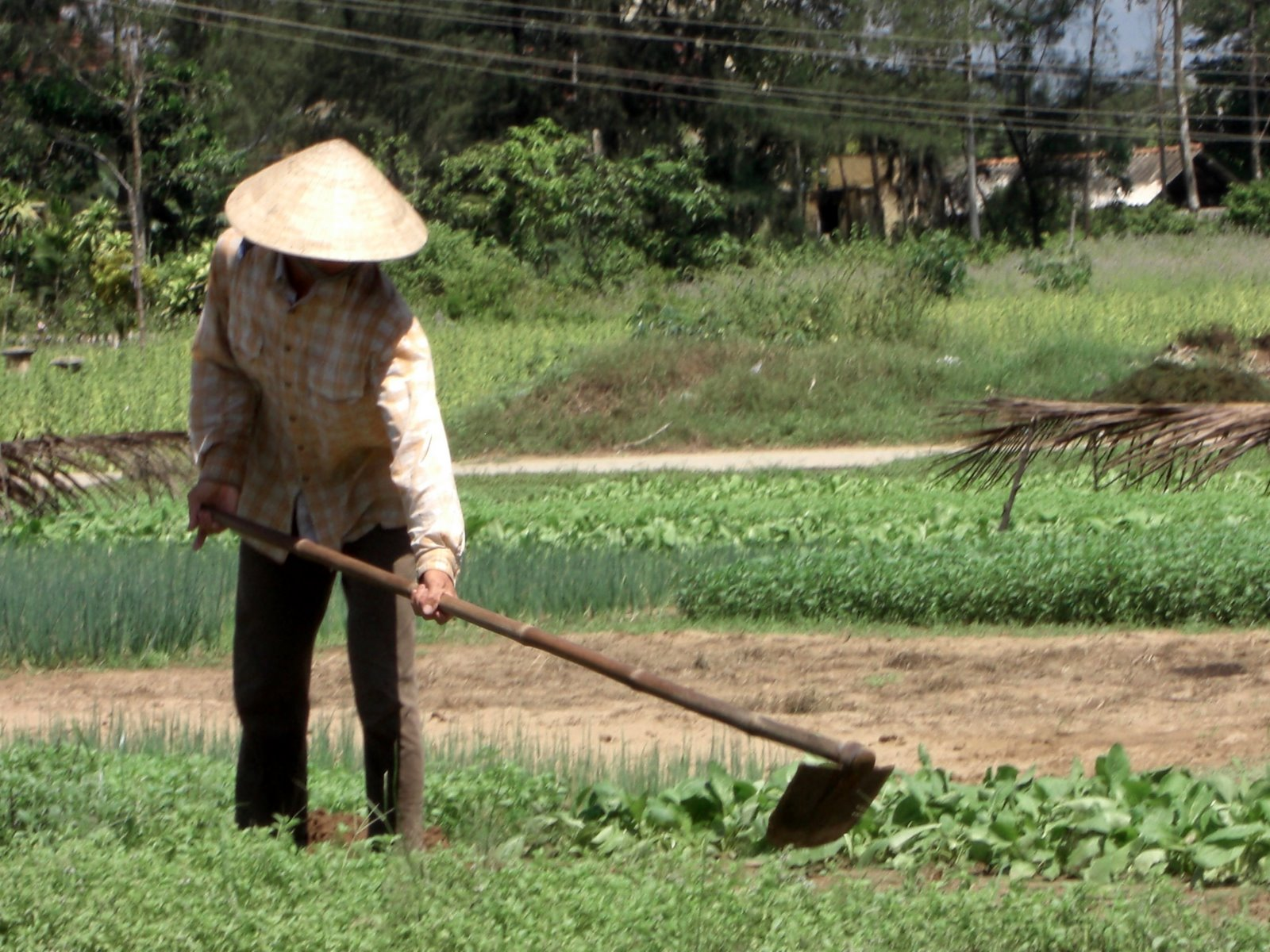
فردی در حال استفاده از کج‌بیل.

کج‌بیل ابزاری مخصوص کشاورزی است که از دوران باستان مورد استفاده انسان بوده‌است. از کج‌بیل برای جابه‌جایی خاک، زدودن علف‌های هرز، ایجاد شیارهای کم عمق و برداشت محصولات زراعی مانند سیب‌زمینی مورد استفاده قرار می‌گیرد. 
کج‌بیل‌ها از دوران باستان مورد استفاده کشاورزان قرار داشته‌است که جنس آنها معمولاً از چوب بوده ساخته میشده. کتاب اشعیا زمان استفاده از این ابزار را ۸ قرن قبل از میلاد ذکر کرده‌است.

## نگارخانه

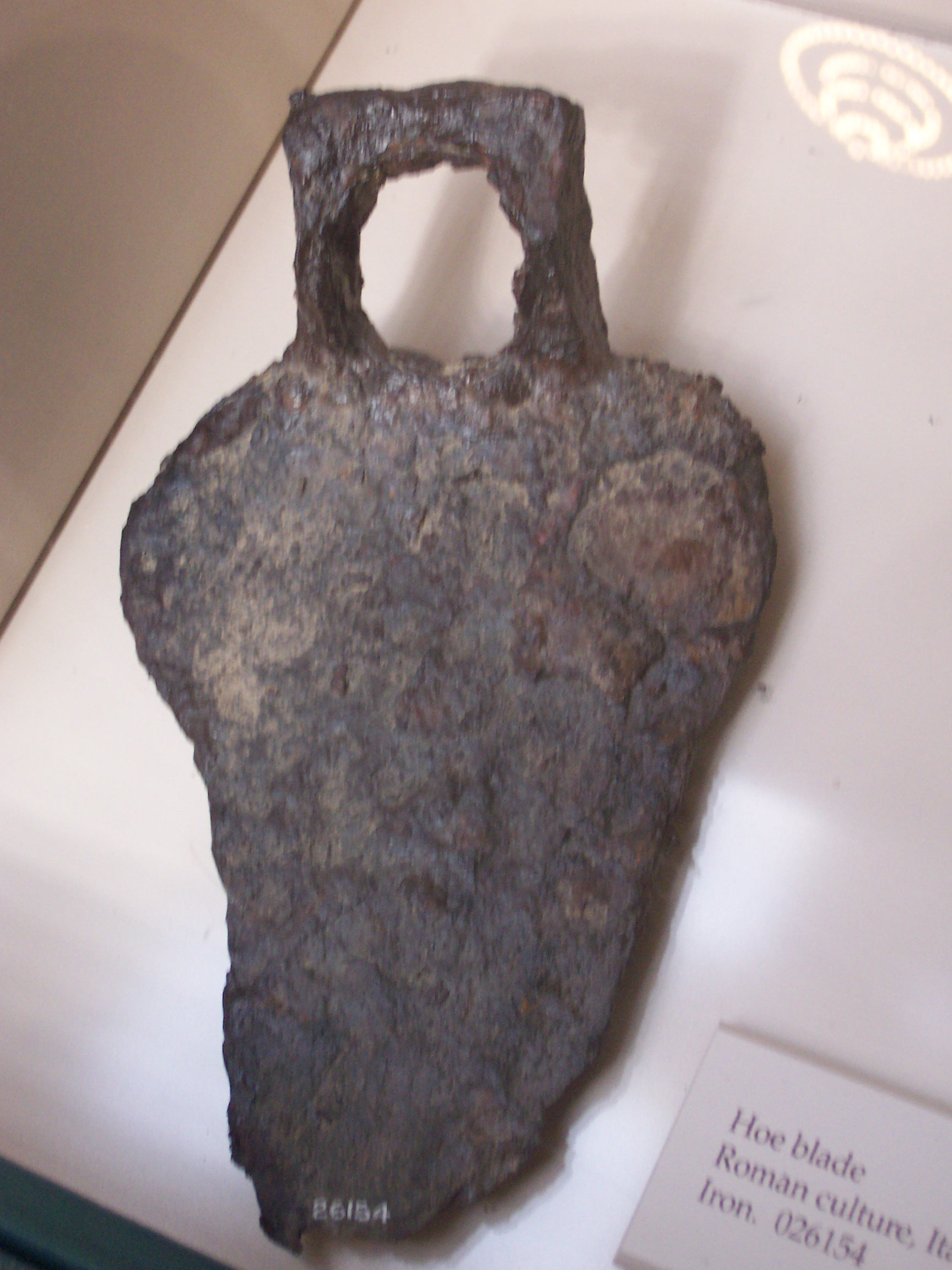
یک کج‌بیل کشف شده از دوران روم باستان با تیغه آهنی(مربوط ۲۰۰۰ سال قبل)
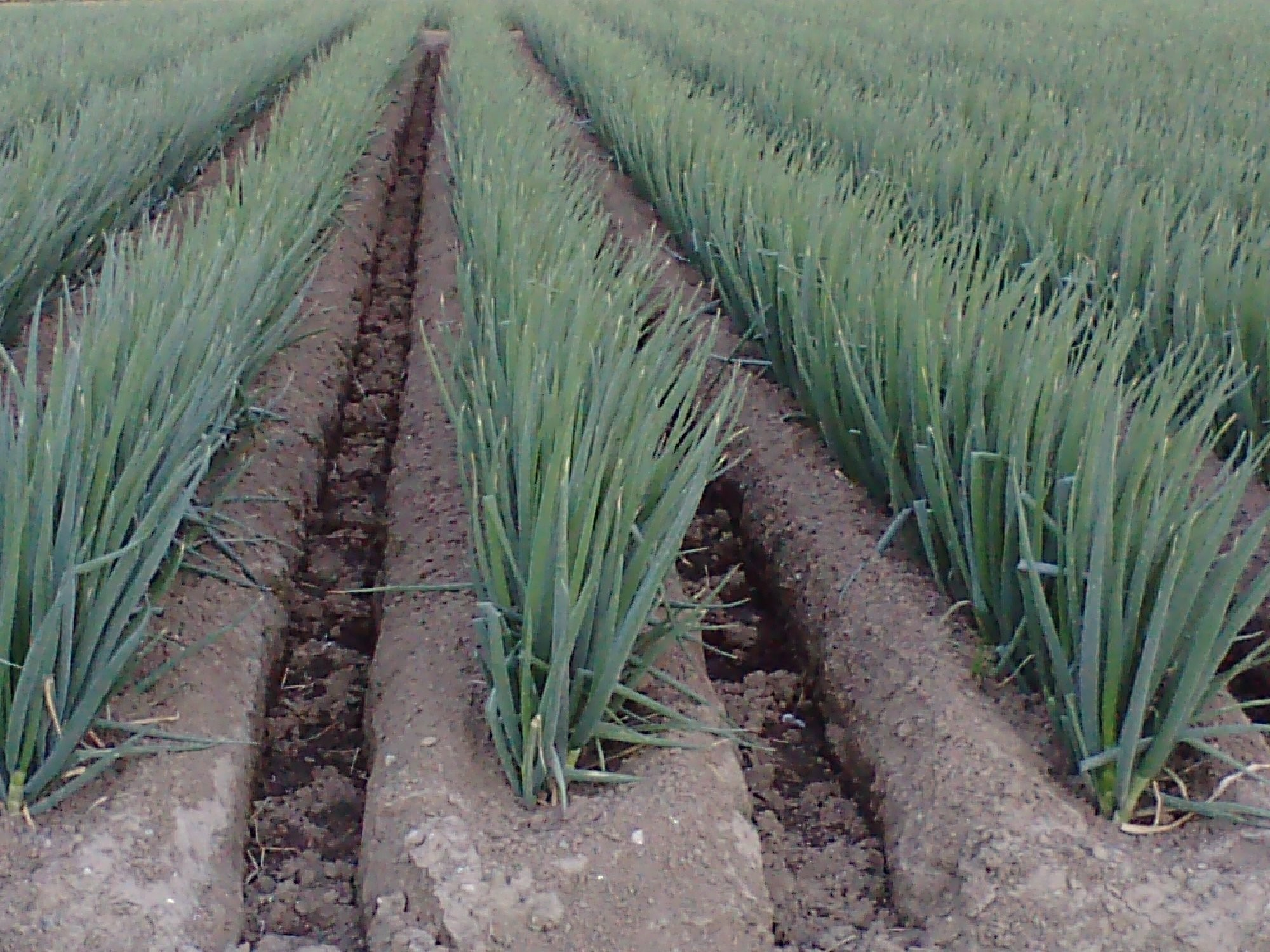
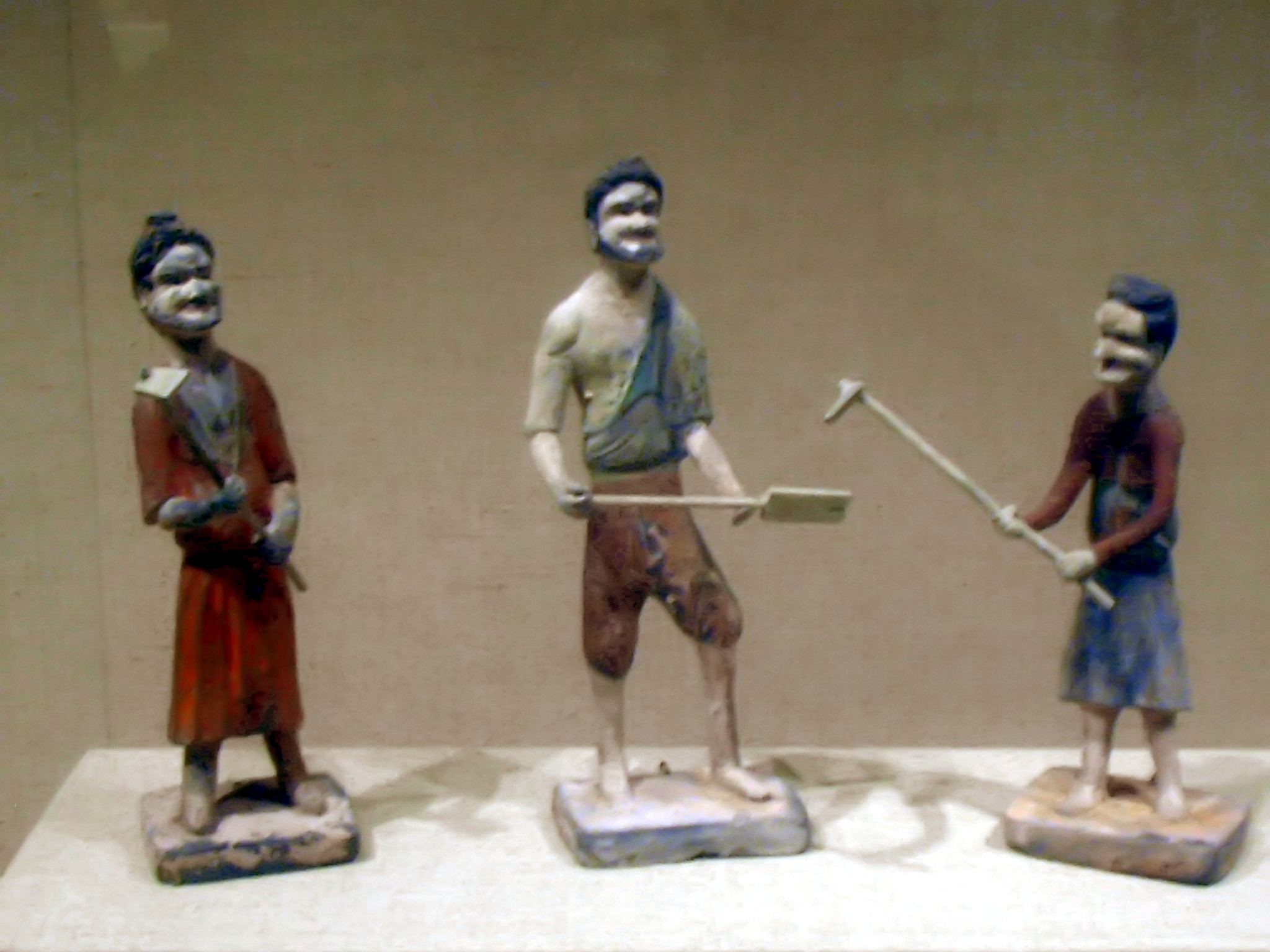
پیکره سه مرد در حال استفاده از کج‌بیل
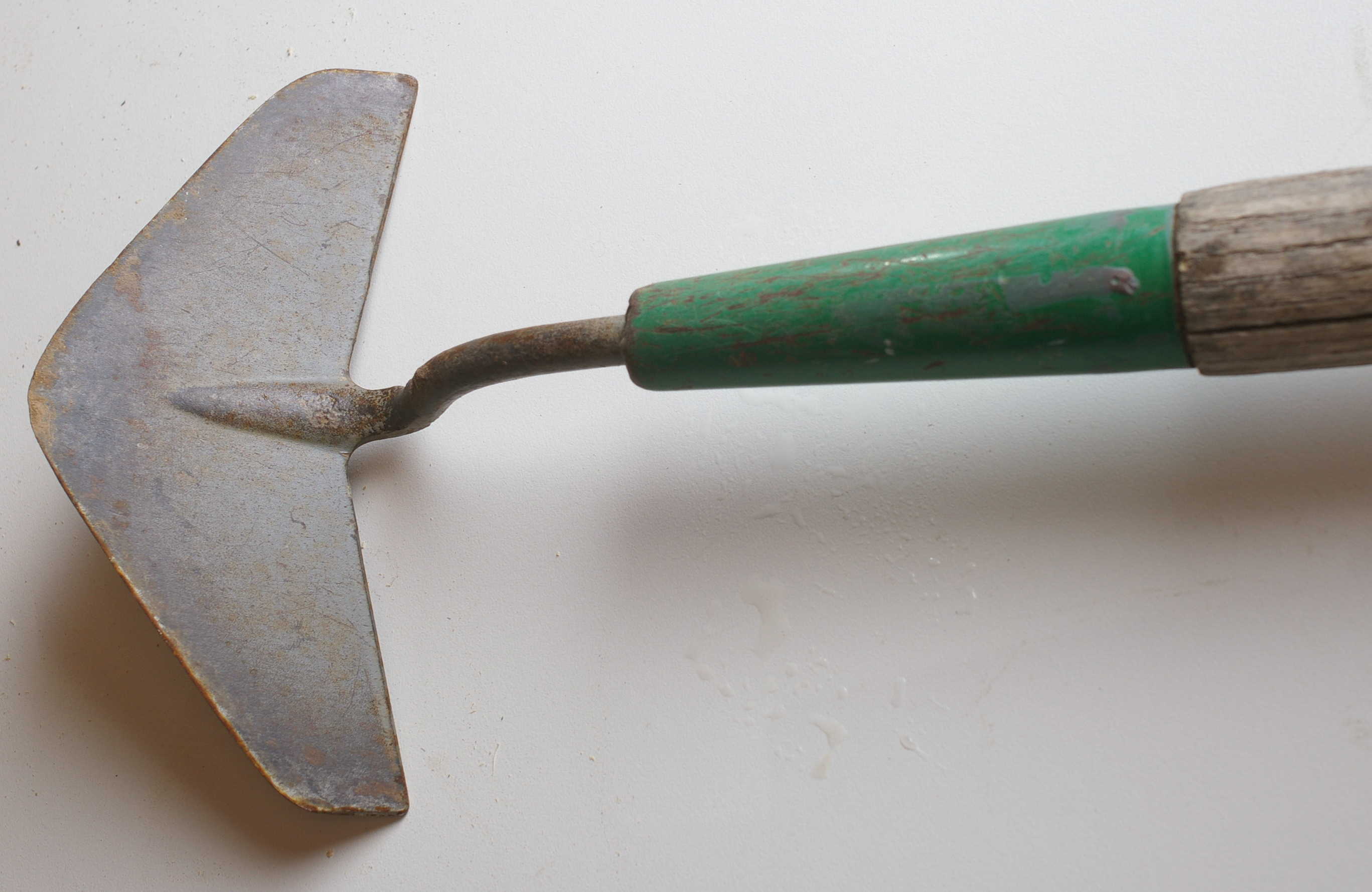
کج‌بیل